# Amerbach (Familie)
Die Familie Amerbach war eine Familie humanistisch gebildeter Basler Drucker und Juristen. Der Jurist Basilius Amerbach (1533–1591) baute systematisch ein Kunstkabinett samt Bibliothek auf. Das so entstandene und so genannte Amerbach-Kabinett umfasste eine Sammlung weltberühmter Gemälde, den Nachlass des Erasmus sowie ca. 9000 Bücher. Amerbach besass neben vielem anderen etwa 2000 Altmeisterzeichnungen hauptsächlich deutscher und schweizerischer Künstler, darunter über 100 Arbeiten von Hans Holbein den Jüngeren. 1661 erwarben Stadt und Universität Basel das Kabinett und legten damit den Grundstock für das erste öffentliche Museum in Europa. Die Sammlung stellt heute einen wichtigen Bestandteil des Kunstmuseums Basel und des Historischen Museums Basel sowie der Universitätsbibliothek Basel dar.
Persönlichkeiten:
- Johann Amerbach
- Bonifacius Amerbach
- Basilius Amerbach

Die Amerbachkorrespondenz enthält Teile des Briefwechsels der Familie vor allem des 15. und 16. Jahrhunderts, die seit 1932 erschlossen wird. Sie ist am Ende der Arbeit vielleicht ein oberrheinisches, späthumanistisches Personenlexikon des 16. Jahrhunderts.